# 1996-os Formula–1 monacói nagydíj
A monacói nagydíj volt az 1996-os Formula–1 világbajnokság hatodik futama, amelyet 1996. május 19-én rendeztek meg. A szezon hatodik versenye volt, amit esős körülmények között rendeztek meg, mely rengeteg kiesést okozott. A futam ezzel beállított egy rekordot, ugyanis mindössze három versenyautó ért célba, ami a valaha volt legkevesebb. Olivier Panis ezen a versenyen aratta karrierje egyetlen győzelmét a Ligier csapattal (melynek ez volt az utolsó győzelme), és egyben ez volt a Mugen-Honda első győzelme is.
A futamot a koronavírus-járvány miatt elmaradó 2020-as nagydíj helyett teljes egészében megismételte az M4 Sport 2020. május 24-én.

## Időmérő edzés
A pole pozíciót Michael Schumacher szerezte meg, de vitatható körülmények között. Ugyanis a levezető körén lassított és feltartotta Gerhard Bergert, éppen az időmérő legvégén. Az alagútból kifelé jövet integetett a közönségnek, miközben mögötte Berger érkezett a gyors körén. Schumacher későn vette őt észre, megpróbált lehúzódni, de Bergernek is kockázatos manővert kellett tennie, hogy elkerülje az ütközést, ami miatt a sikánban megpördült és a forgalommal szemben állt meg.
A két Ligier mindössze a 14. és a 17. helyre kvalifikálta magát, ami az elvárásaik alatt volt, ugyanis ők az első hat hely valamelyikét célozták meg.
| Helyezés | #  | Versenyző             | Csapat             | Idő      | Kül.   |
| -------- | -- | --------------------- | ------------------ | -------- | ------ |
| 1        | 1  | Michael Schumacher    | Ferrari            | 1:20.356 |        |
| 2        | 5  | Damon Hill            | Williams-Renault   | 1:20.866 | +0.510 |
| 3        | 3  | Jean Alesi            | Benetton-Renault   | 1:20.918 | +0.562 |
| 4        | 4  | Gerhard Berger        | Benetton-Renault   | 1:21.067 | +0.711 |
| 5        | 8  | David Coulthard       | McLaren-Mercedes   | 1:21.460 | +1.104 |
| 6        | 11 | Rubens Barrichello    | Jordan-Peugeot     | 1:21.504 | +1.148 |
| 7        | 2  | Eddie Irvine          | Ferrari            | 1:21.542 | +1.186 |
| 8        | 7  | Mika Häkkinen         | McLaren-Mercedes   | 1:21.688 | +1.332 |
| 9        | 15 | Heinz-Harald Frentzen | Sauber-Ford        | 1:21.929 | +1.573 |
| 10       | 6  | Jacques Villeneuve    | Williams-Renault   | 1:21.963 | +1.607 |
| 11       | 19 | Mika Salo             | Tyrrell-Yamaha     | 1:22.235 | +1.879 |
| 12       | 17 | Jos Verstappen        | Footwork-Hart      | 1:22.327 | +1.971 |
| 13       | 14 | Johnny Herbert        | Sauber-Ford        | 1:22.346 | +1.990 |
| 14       | 9  | Olivier Panis         | Ligier-Mugen-Honda | 1:22.358 | +2.002 |
| 15       | 18 | Katajama Ukjó         | Tyrrell-Yamaha     | 1:22.460 | +2.104 |
| 16       | 12 | Martin Brundle        | Jordan-Peugeot     | 1:22.519 | +2.163 |
| 17       | 10 | Pedro Diniz           | Ligier-Mugen-Honda | 1:22.682 | +2.326 |
| 18       | 21 | Giancarlo Fisichella  | Minardi-Ford       | 1:22.684 | +2.328 |
| 19       | 20 | Pedro Lamy            | Minardi-Ford       | 1:23.350 | +2.994 |
| 20       | 16 | Ricardo Rosset        | Footwork-Hart      | 1:24.976 | +4.620 |
| 21       | 22 | Luca Badoer           | Forti-Ford         | 1:25.059 | +4.703 |
| 22       | 23 | Andrea Montermini     | Forti-Ford         | 1:25.393 | +5.037 |

## Futam
A futam előtti szabadedzésen már Panis volt a leggyorsabb, Jacques Villeneuve pedig csak a 18. helyen végzett, miután ő számított az esőre, és vizes gumikkal és ehhez tartozó beállításokkal vett részt rajta. Az eső ekkor még nem érkezett meg, de a szabadedzés és a futam között özönvízszerű esőzés áztatta Monaco utcáit. Így aztán elrendeltek egy 15 perces szabadedzést, hogy a pilótáknak legyen idejük felkészülni a változó körülményekre (egész hétvégén csak ekkor esett az eső). Ez helyi idő szerint délután negyed 2-kor kezdődött, és már ekkor is többen kicsúsztak, többek közt Pedro Lamy, Pedro Diniz és Giancarlo Fisichella - szerencsére valamennyien tudták folytatni az edzést. Egyedül Mika Häkkinen és Andrea Montermini autója sérült meg. Jean Alesi a legvégén defektet kapott, szerencsés módon vissza tudott érni a boxutcába anélkül, hogy egyéb baja esett volna. Néhány csapat úgy döntött, ők nem is vesznek részt ezen az edzésen, például a Footwork, akik tartottak attól, hogy egy baleset a versenyhétvégéjük végét jelentheti, ugyanis nem rendelkeztek elegendő tartalék alkatrésszel. Balesete előtt Häkkinen volt a leggyorsabb, mögötte Alesi, Rubens Barrichello és Johnny Herbert végeztek. A két Williams csak hetedik és nyolcadik lett, Schumacher pedig kilencedik.
A verseny végül 14:30-kor rajtolt el. A felvezető körben Montermini összetörte a Fortiját az alagútból kifelé jövet, és mivel a csapatnak nem volt tartalék alkatrésze, számára véget ért a verseny, így csak 21 autó rajtolt el. A rajt után Hill megelőzte Schumachert, hátul azonban Jos Verstappen, aki túl optimista módon slick gumikkal kezdte meg a versenyt, beleállt a falba. A két Minardi is kiesett az első kanyarban, amikor összeakadtak. Az első kör végére így már csak 18 autó maradt versenyben. Hill elkezdett elhúzni az élen, Schumacher pedig a Mirabeau kanyarban elvesztette az uralmát a versenyautója felett és ő is kiesett. Nem sokkal később a Rascasse kanyarban Barrichello járt ugyanígy. Katajama és Ricardo Rosset kipördülése után, valamint Diniz váltóhiba miatti kiesése miatt úgy állt a verseny, hogy alig telt el 5 kör, de már csak 13-an voltak a pályán. Az élen versenyző hármas a negyedik helyen tanyázó Eddie Irvine-tól elhúzott. Irvine a lassú tempójával nyolc autót is feltartott maga mögött. A tizedik körben Berger is feladta a futamot váltóhiba miatt. Heinz-Harald Frentzen megpróbálta megelőzni Irvine-t, sikertelenül, amit az első szárnya bánt, és emiatt az utolsó előtti helyre esett vissza.
A 31. körben Martin Brundle is kiesett, így már csak 11-en voltak versenyben. Három körrel később a Loews kanyarban Panis végre megelőzte Irvine-t. Irvine is elvesztette az uralmát az autója felett, lefulladt, és már a biztonsági övét is kikapcsolta, amikor a pályabírók segítségével vissza tudott térni a versenybe. Hill az élen átmenetileg elvesztette a vezetést, amikor a boxkiállásokra került sor. Ő slick gumikra váltott a fokozatosan felszáradó pályán, s így könnyedén visszaelőzte az élen a még mindig vizes gumikon versenyző Alesit. Közel fél perces előnyt szedett össze, ám a 40. körben a motorja elfüstölt és kiesett - ez volt az első kiesése az évben. Alesi átvette a vezetést és kényelmesen autózott az élen, mígnem 20 körrel később a felfüggesztése megadta magát és ő is kiesett. Így Panis került az élre. Luca Badoer, aki már 6 körös hátrányban volt, a 66. körben ütközött a Mirabeau-kanyarban Villeneuve-vel, s így mindketten kiestek.
A futamot idő előtt intették le, ugyanis a 2 órás időlimitig nem tudták azt befejezni. Panist intették le győztesként, mögötte David Coulthard lett a második. Irvine időközben kiesett, ugyanott, ahol Schumacher. A pontszerző helyeken a kevés versenyben maradt pilóta miatt olyanok is voltak, akik egyébként kiestek. Ugyanis Irvine kiesésekor ütközött Mika Salóval, az pedig Häkkinennel, így mindhárom versenyző futamának vége lett. Négy autó maradt csak talpon a végére, de valójában csak hármat intettek le: Frentzen ugyanis, aki akár meg is nyerhette volna a versenyt, a legutolsó körben kiállt a boxutcában, mondván úgyis utolsó lett volna és a többieket már leintették. Így Panis, Coulthard és Herbert maradtak csak versenyben. Panis élete első és egyetlen Formula–1-es győzelmét aratta, a Ligier csapat pedig 15 év után az elsőt.
| Helyezés | #  | Versenyző             | Csapat/Motor       | Futott körök | Idő/Kiesés oka             | Rajthely | Pontszám |
| -------- | -- | --------------------- | ------------------ | ------------ | -------------------------- | -------- | -------- |
| 1        | 9  | Olivier Panis         | Ligier-Mugen-Honda | 75           | 2:00:45,629                | 14       | 10       |
| 2        | 8  | David Coulthard       | McLaren-Mercedes   | 75           | +4,828                     | 5        | 6        |
| 3        | 14 | Johnny Herbert        | Sauber-Ford        | 75           | +37,503                    | 13       | 4        |
| 4        | 15 | Heinz-Harald Frentzen | Sauber-Ford        | 74           | Visszalépett               | 9        | 3        |
| 5        | 19 | Mika Salo             | Tyrrell-Yamaha     | 70           | Ütközött                   | 11       | 2        |
| 6        | 7  | Mika Häkkinen         | McLaren-Mercedes   | 70           | Ütközött                   | 8        | 1        |
| 7        | 2  | Eddie Irvine          | Ferrari            | 68           | Ütközött                   | 7        |          |
| Kiesett  | 6  | Jacques Villeneuve    | Williams-Renault   | 66           | Ütközés                    | 10       |          |
| Kiesett  | 3  | Jean Alesi            | Benetton-Renault   | 60           | Felfüggesztés              | 3        |          |
| Kiesett  | 22 | Luca Badoer           | Forti-Ford         | 60           | Ütközés                    | 21       |          |
| Kiesett  | 5  | Damon Hill            | Williams-Renault   | 40           | Motorhiba                  | 2        |          |
| Kiesett  | 12 | Martin Brundle        | Jordan-Peugeot     | 30           | Kipördült                  | 16       |          |
| Kiesett  | 4  | Gerhard Berger        | Benetton-Renault   | 9            | Váltó                      | 4        |          |
| Kiesett  | 10 | Pedro Diniz           | Ligier-Mugen-Honda | 5            | Váltó                      | 17       |          |
| Kiesett  | 16 | Ricardo Rosset        | Footwork-Hart      | 3            | Kipördült                  | 20       |          |
| Kiesett  | 18 | Katajama Ukjó         | Tyrrell-Yamaha     | 2            | Kipördült                  | 15       |          |
| Kiesett  | 11 | Rubens Barrichello    | Jordan-Peugeot     | 0            | Kipördült                  | 6        |          |
| Kiesett  | 1  | Michael Schumacher    | Ferrari            | 0            | Baleset                    | 1        |          |
| Kiesett  | 20 | Pedro Lamy            | Minardi-Ford       | 0            | Baleset                    | 19       |          |
| Kiesett  | 21 | Giancarlo Fisichella  | Minardi-Ford       | 0            | Baleset                    | 18       |          |
| Kiesett  | 17 | Jos Verstappen        | Footwork-Hart      | 0            | Kipördült                  | 12       |          |
| NI       | 23 | Andrea Montermini     | Forti-Ford         |              | Baleset a felvezető körben | 22       |          |

## A világbajnokság élmezőnyének állása a verseny után
| H  | Versenyzők         | Pont | H  | Konstruktőrök      | Pont |
| -- | ------------------ | ---- | -- | ------------------ | ---- |
| 1. | Damon Hill         | 43   | 1. | Williams-Renault   | 65   |
| 2. | Jacques Villeneuve | 22   | 2. | Ferrari            | 25   |
| 3. | Michael Schumacher | 16   | 3. | Benetton-Renault   | 18   |
| 4. | Jean Alesi         | 11   | 4. | McLaren-Mercedes   | 16   |
| 5. | Olivier Panis      | 11   | 5. | Ligier-Mugen-Honda | 11   |

## Statisztikák
Vezető helyen:
- Damon Hill: 38 (1-27 / 30-40)
- Jean Alesi: 21 (28-29 / 41-59)
- Olivier Panis: 16 (60-75)

Olivier Panis egyetlen győzelme, Michael Schumacher 12. pole-pozíciója, Jean Alesi 4. leggyorsabb köre.
- Ligier 9. győzelme.

## Érdekesség[1]
A verseny előtti bemelegítés (warm-up) során a McLarennél versenyző David Coulthard észlelte, hogy az esős-párás időben fejvédőjének elülső részébe beszivárog a víz, ettől pedig sisakplexijén keresztül, rövid idő után gyakorlatilag semmit sem látott. Átment a Ferrari boxához és kölcsönkérte Michael Schumacher egyik tartalék sisakját. Szerencséje volt, gond nélkül megtehette a cserét, ugyanis ekkor a McLarent és a Ferrarit is ugyanaz a cigarettamárka (a Marlboro) támogatta, így ebből sem adódott nehézség.

## Fordítás
- Ez a szócikk részben vagy egészben  a(z)   1996 Monaco Grand Prix című angol Wikipédia-szócikk ezen változatának fordításán alapul.  Az eredeti cikk szerkesztőit annak laptörténete sorolja fel. Ez a jelzés csupán a megfogalmazás eredetét és a szerzői jogokat jelzi, nem szolgál a cikkben szereplő információk forrásmegjelöléseként.